# Naja nivea
Naja nivea este o specie de șerpi din genul Naja, familia Elapidae, descrisă de Linnaeus 1758. Conform Catalogue of Life specia Naja nivea nu are subspecii cunoscute.